# Harald Qvistgaard
Jens Harald Qvistgaard, född 22 september 1895 i Göteborg, död 30 oktober 1984 i Lidingö, var en svensk ingenjör och ämbetsman.
Harald Qvistgaard var son till grosshandlaren Jens Fredrik Oscar Qvistgaard. Efter studentexamen i Örebro 1914 utexaminerades han från Tekniska högskolan 1918 och hade fram till 1919 anställning som ingenjör vid AB Götaverken. 1919 och 1920 var han knuten till Anglo-Swedish Electrical Welding Co. i London samt Chantiers-Navals Français i Caen. Han blev extra mariningenjör 1920, mariningenjör av andra graden i reserven 1922 och på stat 1927 samt mariningenjör av första graden 1937. 1920–1922 tjänstgjorde han som flottiljingenjör på torpedbåtar samt vid örlogsvarvet i Karlskrona. Han innehade samma befattning i Marinförvaltningen 1922–1924, var vice VD vid Oskarshamns mekaniska verkstads och skeppsdockas AB 1924–1928, tjänstgjorde på jagare 1928–1929 samt var arbetsledare vid jagarbyggen på örlogsvarvet i Karlskrona 1929–1941. Under perioden 1929–1941 företog han resor för kontrollantuppdrag och studier i Storbritannien, Frankrike, Tyskland och Tjeckoslovakien. Vid krigsutbrottet 1939 organiserade Qvistgaard seriebygge av 12 större minsvepare och var kontrollant för detta. 1941–1942 var han chef för marinens nybyggnadscentral i Göteborg. Qvistgaard blev 1942 marindirektör av första graden med kommendörs tjänsteklass och samma år marinöverdirektör och chef för Mariningenjörkåren och Marinförvaltningens ingenjöravdelning. 1945 erhöll han konteramirals tjänsteklass. Qvistgaard blev 1946 ledamot av Statens industrikommission och var från 1948 dess ordförande. 1947 blev han partiellt tjänstledig från befattningen som marinöverdirektör och var från samma år chef för den samordnande exportorganisation, som handlade exportärenden enligt 1946 års kreditavtal med Sovjetunionen. Från 1949 var han generaldirektör och chef för Riksnämnden för ekonomisk försvarsberedskap. Han var från 1947 styrelseordförande i Svenska skifferoljeaktiebolaget. Qvistgaard var medlem av 1941 års örlogsvarvskommitté och ordförande i 1943 års örlogsvarvsutredning. Han invaldes 1938 i Örlogsmannasällskapet samt blev 1943 ledamot av Krigsvetenskapsakademien. Han utgav bland annat uppsatser om varvstekniska problem, fartygsbyggnader med mera.